# Terry Hanratty
Terrence Hugh Hanratty, detto Terry (Butler, 19 gennaio 1948), è un ex giocatore di football americano statunitense che ha giocato nel ruolo di quarterback nella National Football League (NFL). Al college giocò a football all'Università di Notre Dame, vincendo un campionato NCAA e venendo premiato come All-American.

## Carriera professionistica
Hanratty fu scelto nel corso del secondo giro (30º assoluto) del Draft NFL 1969 dai Pittsburgh Steelers del nuovo allenatore Chuck Noll e fu per breve tempo il quarterback titolare della squadra prima di essere superato dalla prima scelta assoluta del Draft 1970 Terry Bradshaw. Fece parte della squadra che vinse il Super Bowl IX in cui non scese in campo, mentre giocò nel Super Bowl X in quella che fu la sua ultima gara come Steeler.
Dopo quella stagione, Hanratty fu scelto nell'expansion draft dai Tampa Bay Buccaneers, dove fu la riserva di Steve Spurrier, disputando una sola gara come titolare, nella settimana 13 proprio contro i Pittsburgh Steelers. Quella fu la sua ultima stagione in carriera

## Palmarès
- Super Bowl : 2

Pittsburgh Steelers: IX, X
- American Football Conference Championship: 2

Pittsburgh Steelers: 1974, 1975

## Statistiche
| Yard passate  | 2.510 |
| Touchdown     | 24    |
| Intercetti    | 35    |
| Passer rating | 43,0  |